# Tấn công đầu cơ
Trong kinh tế học, tấn công đầu cơ là việc bán nhanh các nguồn tài sản không đáng tin cậy của những nhà đầu cơ không hoạt động từ trước và thu nhận một cách tương đương những tài sản có giá trị lớn (tiền tệ hay vàng). Mô hình đầu tiên về tấn công đầu cơ có thể được tìm thấy trong 1 dự thảo về thị trường vàng được đệ trình bởi Stephen Salant và Dale Henderson tại Cục Dự trữ Liên bang Mỹ. Paul Krugman, một sinh viên tốt nghiệp từng có cơ hội tham quan Cục dưới tư cách là một thực tập sinh, đã nhanh chóng tiếp nhận phương pháp của họ để giải thích các cuộc tấn công đầu cơ tại thị trường ngoại khối.
Hiện nay, có tới hàng trăm bài báo về đầu cơ chứng khoán, thường được chia ra làm 3 loại: Mô hình thế hệ thứ nhất, thứ hai và thứ ba. Salant đã tiếp tục khai phá các cuộc đầu cơ thực tiễn thông qua loạt 6 bài báo.

## Phương thức hoạt động
Một cuộc tấn công đầu cơ tại thị trường ngoại khối là khi các nhà đầu tư cả trong và ngoài giao bán nhanh chóng đồng tiền tệ của một quốc gia. Mục tiêu chủ yếu của các cuộc tấn công đầu cơ là vào những nước mà đồng tiền tệ có tỷ giá hối đoái cố định, và gán tỷ giá tiền tệ của mình vào loại tiền tệ của một quốc gia khác (VD: Hồng Kông đã cho neo giá đồng đô la Hồng Kông (HK$) vào đồng Đô la Mỹ (US$) với mức tỷ giá là 7.8HK$ tương đương 1US$). Thông thường, đồng tiền tệ được chọn làm mục tiêu sẽ có tỷ giá đối hoái ở một mức phi thực tế,không thể duy trì được trong thời gian tiếp theo, ngay cả khi không diễn ra một cuộc tấn công đầu cơ nào. Để có thể đảm bảo một mực tỷ giá đối hoái ổn định, ngân hàng trung ương có thể mua lại tiền tệ của chính mình tại một mức tỷ giá đối hoái cố định, sử dụng nguồn dự trữ ngoại tệ.
Nếu các nhà đầu tư trong và ngoài nước cho rằng ngân hàng trung ương một nước không đủ nguồn dự trữ ngoại tệ để cân bằng mức tỷ giá đối hoái, họ có thể nhắm tới đồng tiền tệ của quốc gia này để chuẩn bị cho một cuộc tấn công đầu cơ. Họ sẽ bán đi đồng tiền tệ của quốc gia đó cho ngân hàng trung ương tại một mức tỷ giá đối hoái cố định, để đối lấy nguồn tiền tệ dự trữ của ngân hàng trung ương, nhằm bòn rút nguồn dự trữ ngoại tệ. Một khi ngân hàng trung ương hoàn toàn mất đi nguồn dự trữ ngoại tệ, nó sẽ không còn khả năng chi trả cho nguồn tiền tệ quốc gia theo tỷ giá đối hoái, dẫn tới chế độ tỷ giá đối hoái thả nổi. Điều này sẽ khiến cho tiền tệ của quốc gia đó trở nên mất giá trầm trọng. Những cuộc đầu cơ tấn công sẽ thường được nhắm vào các quốc gia nhỏ đang phát triển với những “hòm chiến tranh” (một khoản dự trữ ngoại tệ dự trù trong những trường hợp bất trắc xảy ra) nhỏ hơn, so với các cường quốc lớn với những nguồn dự trữ khổng lồ.

## Cách những nhà đầu cơ thu lời
Có 2 cách chính mà các nhà đầu tư trong và ngoài nước có thể thu lợi nhuận từ những cuộc đầu cơ tấn công. Thứ nhất, họ có thể vay một khoản tiền từ một quốc gia, và đổi khoản vay ấy bằng một loại ngoại tệ tại tỷ giá giá đối hoái cố định. Ngoài ra, các nhà đầu tư cũng có thể bán khống cổ phiếu trước khi đồng tiền của quốc gia ấy mất giá.
Việc vay mượn cho phép các nhà đầu tư mướn một khoản tiền lớn từ ngân hàng trung ương và chuyển đổi nó thành một ngoại tệ tại tỷ giá đối hoái cố định. Nguồn tiền vay được sẽ dần bòn rút hòm chiến tranh của một quốc gia, hay khiến cho quốc gia ấy phải buộc loại bỏ mức tỷ giá hối đoái cố định. Khi ấy, các nhà đầu tư có thể chuyển đổi nguồn ngoại tệ của họ trở về nguồn tiền tệ ban đầu, ở một mức giá cao và lời hơn rất nhiều.
Ví dụ, một nhà đầu tư vay mượn 100X và đổi nó sang 100Y tại tỷ giá đối hoái cố định là 1X:1Y. Nếu nước X mất hoàn toàn nguồn dự trữ ngoại khối của họ, hoặc bắt buộc phải thả nổi tỷ giá tại thời điểm trên, thì giá trị của đồng X sẽ rớt xuống mức là 2X:1Y. Nhà đầu tư có thể hoán đổi số tiền 100Y hiện có của họ sang 200X. Tại đây, họ vừa đủ khả năng trả nợ cho 100X, đồng thời thu về 100X lợi nhuận.
Tại vương quốc Anh, trước khi đồng Euro được lưu hành, các quốc gia châu Âu sử dụng một mức tỷ giá đối hoái cố định giữa các nước. Trong khi Ngân hàng Trung ương Anh đưa ra mức lãi suất quá thấp, Đức lại có mức lãi suất cao hơn. Ngày càng nhiều nhà đầu cơ vay mượn từ Ngân hàng Anh, rồi chuyển đổi chúng thành đồng tiền Đức với mức tỷ giá hối đoái không đổi. Nguồn cung cho đồng Bảng Anh đã sụt giảm đến mức không thể nào duy trì được tỷ giá hối đoái. Bản thân đồng Bảng cũng nhanh chóng mất giá. Những nhà đầu cơ khi đó đã đổi đồng Mác trở lại Bảng Anh với một tỷ giá lớn hơn nhiều, cho phép họ có thể trả nợ ngân hàng và vừa kiếm thêm lợi nhuận lớn.
Bán khống chứng khoán cũng lợi dụng sự mất giá đồng tiền, dẫn đến đầu cơ tấn công. Các nhà đầu tư bán cổ phiếu của họ với cam kết rằng họ sẽ mua lại chúng sau một khoảng thời gian nhất định, dù nó có tăng hay giảm giá trị. Nếu nhà đầu tư bán khống được lượng cổ phiếu của ông ta trước thời điểm đầu cơ tấn công diễn ra và theo sau là sự mất giá tiền tệ, hắn sẽ mua lại chỗ cổ phiếu ấy với một mức giá rẻ hơn rất nhiều so với ban đầu. Chênh lệch giữa thời điểm bán và thời điểm mua lại chính là lợi nhuận mà nhà đầu tư thu về. Trên thế giới đã có vài trường hợp liên quan tới việc bán khống cổ phiếu nhằm gây nên đầu cơ tấn công, trong đó điển hình là trường hợp của George Soros. Ông đã bán khống một nguồn cổ phiếu Thái Lan, dẫn tới cuộc đầu cơ tấn cơ gây nên cuộc Khủng hoảng kinh tế Châu Á năm 1997. Ngoài ra, còn có cuộc đầu cơ tấn công thất bại khi bán khống cổ phiếu Đài Loan vào năm 1998.

## Rủi ro cho các nhà đầu cơ
Một cuộc tấn công đầu cơ có nhiều điểm chung với việc gây lũng đoạn thị trường, đều bao gồm việc gây dựng một ưu thế trong thị trường chứng khoán nhằm bán ra với một cái giá hời. Cũng chính như vậy, nó cũng chịu rủi ro tương đương: đầu cơ tấn công dựa hoàn toàn vào phản ứng của thị trường chịu tấn công: tiếp diễn nước đi được thiết kế để bên tấn công có thể thu lời. Một thị trường khốc liệt sẽ tận dụng sự thay đổi về giá cả, tạo phản ứng đối địch và đảo ngược cơ chế thu lời của bên tấn công, gây thiệt hại cho bên đầu cơ.
Hành động này được bổ trợ bởi sự can thiệp quyết liệt từ ngân hàng trung ương một cách trực tiếp, thông qua những khoản giao dịch khổng lồ hay bằng cách tăng lãi suất. Hoặc một ngân hàng trung ương nào khác sẽ thực hiện các biện pháp ngăn chặn một cách gián tiếp nhằm bảo đảm tỷ giá đối hoái hiện thời.